# Thyrsus (staf)

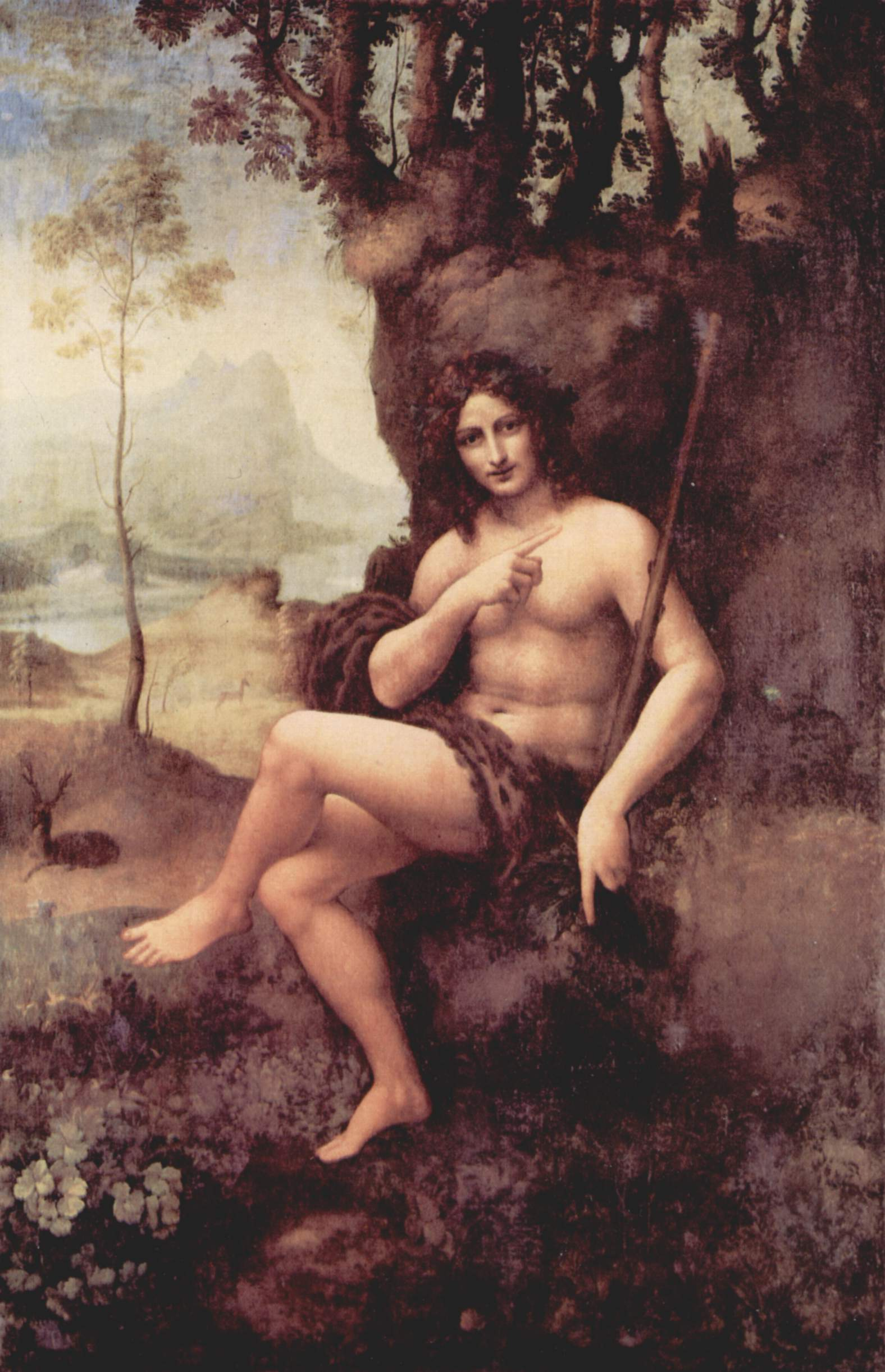
Bacchus met staf door Leonardo da Vinci

De thyrsus (Grieks: θύρσος) is een soort staf, die beschouwd wordt als attribuut van Bacchus (ook wel: Dionysos) en zijn dienaren, de saters.
De thyrsus bestaat uit een stok met aan het uiteinde een knop in de vorm van een dennenappel. De staf kan in afbeeldingen nog versierd zijn met klimop en wijnbladeren. De staf kan ook gezien worden als een fallussymbool.